# پاسکال راکوتوماوو
پاسکال راکوتوماوو (انگلیسی: Pascal Rakotomavo; ۱ آوریل ۱۹۳۴ – ۱۴ دسامبر ۲۰۱۰) سیاستمدار اهل ماداگاسکار بود. وی از ۲۱ فوریه ۱۹۹۷ تا ۲۳ ژوئیه ۱۹۹۸ نخست‌وزیر این کشور بود.
پاسکال راکوتوماوو در ۱۴ دسامبر ۲۰۱۰، به علت حمله قلبی و عروقی در سن ۷۶ سالگی درگذشت.